# GAU-19
Le GECAL 50, dont le nom officiel est GAU-19/A, est un minigun à entraînement électrique tirant la munition .50 BMG (12,7 × 99 mm).

## Spécifications techniques
Le GAU-19/A est conçu de façon à être alimenté par des munitions non liées entre elles, conduites dans un guide aplati. Ce système permet de répondre à la cadence de tir élevée des miniguns en général. Il peut cependant être alimenté par une ceinture classique M9 de munitions à condition qu'un dispositif de détachement des cartouches soit installé. Un sélecteur permet de choisir entre des cadences de 1 000 et 2 000 coups par minute. La version montée sur Humvee tire quant à elle 1 300 coups par minute.  Le recul moyen émis lors du tir est de 2,2 kN. En janvier 2012, General Dynamics a annoncé la livraison d'une nouvelle version, le GAU-19/B. Celle-ci offre la même puissance de feu pour une masse inférieure, à savoir 48 kg.

## Histoire
Le GECAL 50 fut tout d'abord produit par General Electric puis par Lockheed Martin et est à l'heure actuelle produit par General Dynamics. Sa conception démarra en 1982. Les premiers prototypes disposaient de six canons alors que la version actuelle n'en présente que trois. Le GAU-19/A fut conçu pour obtenir une meilleure puissance comparativement au canon rotatif M134. À la suite de la perte de neuf hélicoptères à Grenade, General Electric lança la conception de cette nouvelle arme à la fois en version à trois canons et six canons.  La version à six canons était prévue pour une cadence de 4 000 coups par minute pouvant atteindre les 8 000 à condition d'être adaptée.  Le GAU-19 prend 0,4 seconde pour atteindre sa cadence maximale. Il fut du coup rapidement recommandé comme arme potentielle du V-22 Osprey. Le réservoir à munitions se trouverait alors sous le sol de la cabine et pourrait être rechargé en plein vol. L'idée de le monter sur le V-22 fut finalement abandonnée. En 2005, il fut décidé que le GAU-19/A serait installé sur l'hélicoptère de reconnaissance OH-58D Kiowa. Il aurait aussi pu être monté sur l'hélicoptère Bell ARH-70 Arapaho si le programme dont dépendait ce dernier n'avait pas été annulé par le Congrès américain. En janvier 2012, l'armée de terre américaine a passé une commande de 24 GAU-19/B afin de les monter sur hélicoptères. La livraison eut lieu le mois suivant.
En 1999, les États-Unis en envoyèrent 28 en Colombie. Oman utilise également des GAU-19/A montés sur Humvees.  La Marine mexicaine dispose quant à elle d'hélicoptères MD-902 armés de GAU-19/A utilisés dans des opérations de lutte contre le trafic de drogue.

## Pays utilisateurs
- Colombie : utilisé par les forces antidrogue et la police nationale.
- Japon : utilisé par la garde côtière du Japon ainsi que sur des navires de classe Kagayuki.
- Mexique : utilisé par l'armée de l'air et la marine mexicaines montés sur Humvees, UH-60 Black Hawks et MD Explorer.
- Oman : utilisé par l'armée monté sur Humvee.
- États-Unis